# Elecciones senatoriales de Uruguay de 1908
El 26 de noviembre de 1908 se realizaron elecciones a colegios electorales de senadores en los departamentos uruguayos de Canelones, Artigas, Salto, Soriano, Florida y Durazno.

## Sistema electoral
Cada departamento contaba con 1 senador, por lo cual en total la cámara estaba compuesta por 19 miembros, todos ellos electos por un colegio electoral departamental. El mandato de los senadores duraba 6 años.
La elección de los senadores se realizaba por tercios cada bienio y su reelección inmediata por el mismo departamento estaba prohibida.
Cada colegio electoral contaba con 15 miembros; todos ellos ciudadanos del departamento por el que fueron elegidos.estos, además de elegir al senador, también elegían a su suplente por la jurisdicción respectiva. La elección de tanto el senador como del suplente se realizaba mediante un sistema indirecto en una reunión secreta.

## Resultados

### Totales
| Partido              | Votos | %      | Senadores obtenidos | Senadores totales | +/- |
| -------------------- | ----- | ------ | ------------------- | ----------------- | --- |
| Partido Colorado     | 5,551 | 79.36  | 6                   | 16                | 0   |
| Lista Autónoma       | 1,370 | 19.58  | 0                   | 3                 | 0   |
| Julio Herrera y Obes | 74    | 1.06   | 0                   | 0                 | 0   |
| Total                | 6,995 | 100.00 | 6                   | 19                | 0   |
| Fuente:              |       |        |                     |                   |     |

### Por departamento

#### Canelones
| Partido              | Votos | %      | Senadores obtenidos | +/- |
| -------------------- | ----- | ------ | ------------------- | --- |
| Partido Colorado     | 1,261 | 52.96  | 1                   | 0   |
| Lista Autónoma       | 1,046 | 43.93  | 0                   | 0   |
| Julio Herrera y Obes | 74    | 3.11   | 0                   | 0   |
| Total                | 2,381 | 100.00 | 1                   | 0   |
| Fuente:              |       |        |                     |     |

#### Artigas[6]
| Partido          | Votos | %      | Senadores obtenidos | +/- |
| ---------------- | ----- | ------ | ------------------- | --- |
| Partido Colorado | 631   | 100.00 | 1                   | 0   |
| Total            | 631   | 100.00 | 1                   | 0   |
| Fuente:          |       |        |                     |     |

#### Salto
| Partido          | Votos | %      | Senadores obtenidos | +/- |
| ---------------- | ----- | ------ | ------------------- | --- |
| Partido Colorado | 1,020 | 88.62  | 1                   | 0   |
| Lista Autónoma   | 131   | 11.38  | 0                   | 0   |
| Total            | 1,151 | 100.00 | 1                   | 0   |
| Fuente:          |       |        |                     |     |

#### Soriano[6]
| Partido          | Votos | %      | Senadores obtenidos | +/- |
| ---------------- | ----- | ------ | ------------------- | --- |
| Partido Colorado | 971   | 100.00 | 1                   | 0   |
| Total            | 971   | 100.00 | 1                   | 0   |
| Fuente:          |       |        |                     |     |

#### Florida
| Partido          | Votos | %      | Senadores obtenidos | +/- |
| ---------------- | ----- | ------ | ------------------- | --- |
| Partido Colorado | 787   | 80.31  | 1                   | 0   |
| Lista Autónoma   | 193   | 19.69  | 0                   | 0   |
| Total            | 980   | 100.00 | 1                   | 0   |
| Fuente:          |       |        |                     |     |

#### Durazno[6]
| Partido          | Votos | %      | Senadores obtenidos | +/- |
| ---------------- | ----- | ------ | ------------------- | --- |
| Partido Colorado | 881   | 100.00 | 1                   | 0   |
| Total            | 881   | 100.00 | 1                   | 0   |
| Fuente:          |       |        |                     |     |